# Зеленогорское сельское поселение (Тверская область)
Зеленогорское се́льское поселе́ние — упразднённое муниципальное образование в Вышневолоцком районе Тверской области Российской Федерации.
Административный центр — посёлок Зеленогорский.

## Географические данные
- Общая площадь: 221,9 км²
- Нахождение: центральная часть Вышневолоцкого района .
  - Граничит:
    - на севере — с городским округом город Вышний Волочёк,
    - на востоке — с Горняцким СП и Холохоленским СП,
    - на юге — с Княщинским СП и Есеновичским СП,
    - на западе — с Лужниковским СП.

Поселение пересекает автодорога «Вышний Волочёк—Есеновичи—Кувшиново», северо-восточная граница поселения проходит по автомагистрали «Москва — Санкт-Петербург».

## История
В середине XIX-начале XX века деревни поселения относились к Холохоленской волости Вышневолоцкого уезда Тверской губернии.
В 50-е годы XX века на территории поселения существовали Фёдовский и Краснослонский сельсоветы Вышневолоцкого района Калининской области.
Образовано в 2005 году, включило в себя часть территории Зеленогорского сельского округа.

## Население
| 2008  | 2010  | 2011  | 2012  | 2013  | 2014  | 2015  |
| ----- | ----- | ----- | ----- | ----- | ----- | ----- |
| 2052  | ↘1854 | ↘1844 | ↘1842 | ↗1845 | ↘1829 | ↘1813 |
| 2016  | 2017  | 2018  | 2019  |       |       |       |
| ↘1735 | ↘1698 | ↘1657 | ↘1615 |       |       |       |

## Состав сельского поселения
| №  | Населённый пункт | Тип населённого пункта          | Население |
| -- | ---------------- | ------------------------------- | --------- |
| 1  | Буславля         | деревня                         | ↘1        |
| 2  | Горончарово      | деревня                         | →0        |
| 3  | Ермаково         | деревня                         | ↘24       |
| 4  | Зеленогорский    | посёлок, административный центр | ↘1474     |
| 5  | Красная Горка    | деревня                         | →1        |
| 6  | Нива 1           | деревня                         | ↗5        |
| 7  | Подольховец      | деревня                         | ↘0        |
| 8  | Прямик           | деревня                         | ↘1        |
| 9  | Рвеница          | деревня                         | ↗7        |
| 10 | Семкино          | деревня                         | →0        |
| 11 | Старое           | деревня                         | ↘169      |
| 12 | Тёплое           | деревня                         | ↗33       |
| 13 | Федово           | деревня                         | ↘127      |
| 14 | Чёрная Грязь     | деревня                         | ↗7        |
| 15 | Шитово           | деревня                         | →0        |
| 16 | Шунково          | деревня                         | ↘1        |

### Упразднённые населённые пункты
На территории поселения исчезли деревни Еваново, Жеребцово, Нива, Щеглетня и другие.
Деревня Кашарово вошла в черту города Вышний Волочёк.